# Eckert-III- und Eckert-IV-Projektion

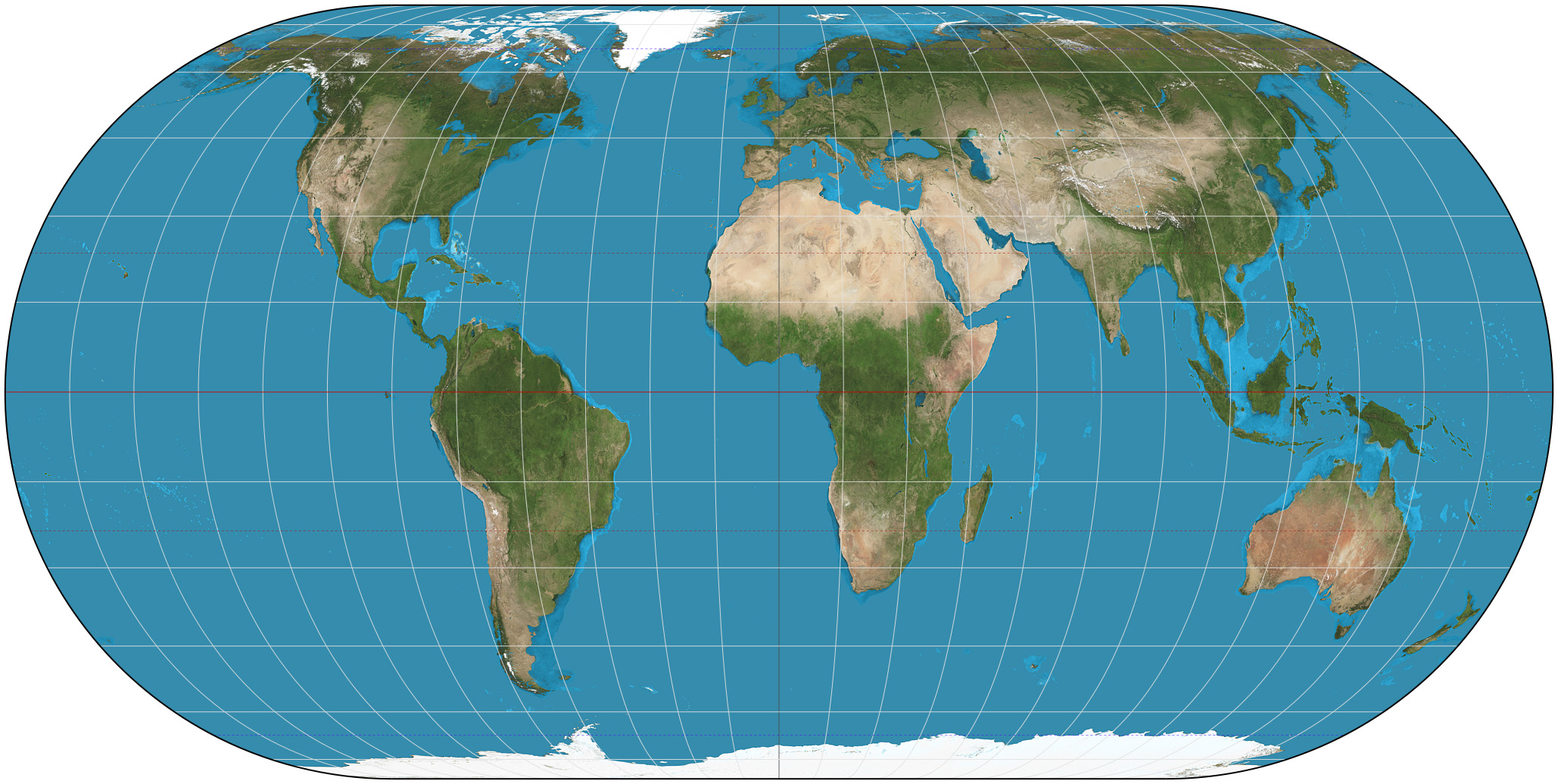
Weltkarte in Eckert-IV-Projektion

Die Eckert-III-Projektion und die Eckert-IV-Projektion sind zwei von Max Eckert-Greifendorff entwickelte und 1906 veröffentlichte ellipsoide flächentreue pseudo-zylindrische Kartenprojektion mit ovaler Außenform. Der Entwurf Eckert-IV war besonders im Amerika des mittleren 20. Jahrhunderts verbreitet.

## Eigenschaften
Bei allen Eckert-Projektionen handelt es sich um Kartennetzentwürfe mit ungleich langen parallel verlaufenden Breitengraden, wobei die Pole als Linie (Polarlinie) dargestellt werden, die halb solang ist wie der Äquator. Der Mittelmeridian verhält sich zum Äquator ebenfalls 1:2.
Damit erzeugt die Projektion ein wohlproportioniertes Format der Weltkarte bei gleichzeitig ansprechendem Gesamtbild und guter Orientierung. Das Polproblem der rechteckigen Karten (die Polregionen sind entweder übertrieben breit oder werden zunehmend unleserlich) löst der Entwurf mit der harmonisch dimensionierten Pollinie.
Bei diesen beiden Varianten werden die Längenkreise als Halbellipsen oder Teilen davon dargestellt. Die beiden äußersten Längenkreise werden dabei zu Halbkreisen.
Die Variante Eckert-III ist weder winkeltreu (konform) noch flächentreu, weist aber gleichabständige Breitenkreise auf. Eckert-IV ist – wie die Projektionen Eckert-II (geradlinig) und Eckert-VI (sinusoid) – die flächentreue Version. Beim ersten Entwurf ist der Maßstab in den Bereichen 37°55′ N und S korrekt (wenn die Gesamtfläche stimmt), beim Zweiten in den Bereichen 40°30′ N und S, innerhalb dieses Bereichs sind die Kartenelemente in Ost-West-Richtung gestreckt (bei Eckert-IV am Äquator um 40 Prozent), außerhalb in Nord-Süd-Richtung komprimiert. Kein Punkt der Karte ist verzerrungsfrei, bei der Ersteren ist aber der Äquator winkeltreu, bei der Zweiteren die Breitengrade 40°30′ und der Mittelmeridian. Das Zentrum der Karte ist insbesondere bei der Eckert-III recht ungestört.

## Berechnung
Sind der Radius {\displaystyle R} einer Kugel (deren Oberfläche als Modell für die Erdoberfläche dient), der zentrale Meridian {\displaystyle \lambda _{0}} und ein Punkt mit den Polarkoordinaten {\displaystyle (\varphi ,\lambda )} gegeben, so können die Koordinaten {\displaystyle x} und {\displaystyle y} des Bildpunktes auf der Karte mit den folgenden Formeln berechnet werden:
Eckert-III:
{\displaystyle x=2R\,(\lambda -\lambda _{0}){\frac {1+{\sqrt {1-({\frac {2\varphi }{\pi }})^{2}}}}{\sqrt {4\pi +\pi ^{2}}}}} {\displaystyle \approx 0{,}4222382\,R\,(\lambda -\lambda _{0})\left(1+{\sqrt {1-{0},4052847\varphi ^{2}}}\right),}
{\displaystyle y=4R{\frac {\varphi }{\sqrt {4\pi +\pi ^{2}}}}\approx 0{,}8444764006\,R\varphi .}
Eckert-IV:
{\displaystyle x=2R\,(\lambda -\lambda _{0}){\frac {(1+\cos \theta )}{\sqrt {4\pi +\pi ^{2}}}}} {\displaystyle \approx 0{,}4222382\,R\,(\lambda -\lambda _{0})(1+\cos \theta ),}
{\displaystyle y=2{\sqrt {\pi }}R{\frac {\sin \theta }{\sqrt {4+\pi }}}\approx 1{,}3265004\,R\sin \theta ,}
wobei {\displaystyle \theta +\sin \theta \cos \theta +2\sin \theta =\left(2+{\frac {\pi }{2}}\right)\sin \varphi } {\displaystyle \approx {3},5707963\,\sin \varphi } ist.
Wie für die Eckert-VI-Projektion ist der Wert für Eckert-IV nur implizit gegeben. Die Gleichung für {\displaystyle \theta } kann beispielsweise mit dem Newton-Verfahren gelöst werden.
Sind umgekehrt die Koordinaten {\displaystyle x,y} auf der Karte gegeben, so kann der zugehörige Punkt auf der Kugeloberfläche für Eckert-IV wie folgt berechnet werden:
{\displaystyle \theta =\arcsin \left[y{\frac {\sqrt {4+\pi }}{2{\sqrt {\pi }}R}}\right]} {\displaystyle \approx \arcsin \left[{\frac {y}{1{,}3265004\,R}}\right],}
{\displaystyle \varphi =\arcsin \left[{\frac {\theta +\sin \theta \cos \theta +2\sin \theta }{2+{\frac {\pi }{2}}}}\right]} {\displaystyle \approx \arcsin(0,2800496(\theta +\sin \theta \cos \theta +2\sin \theta )),}
{\displaystyle \lambda =\lambda _{0}+x{\frac {\sqrt {4\pi +\pi ^{2}}}{2R(1+\cos \theta )}}\approx \lambda _{0}+{\frac {x}{0{,}4222382\,R\,(1+\cos \theta )}}.}

## Verwendung

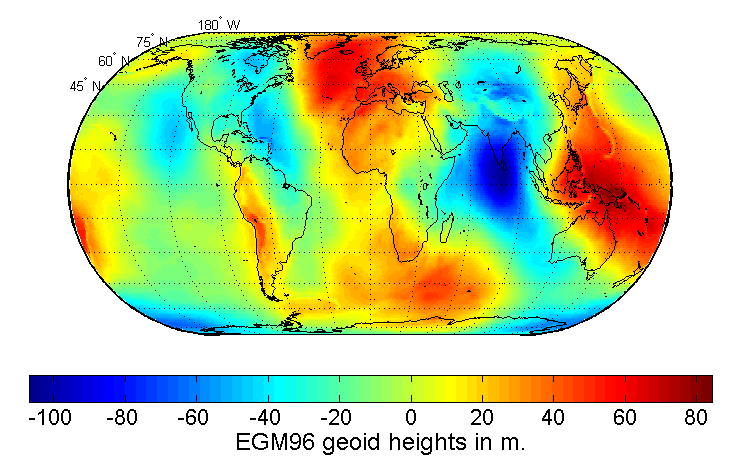
EGM96-Geoid-Höhen (Gravitationsanomalien), auf einer Eckert-IV

Die beiden Projektionen sind nur für eine Weltkarte zweckmäßig. Da ihre kleinsten Abweichungen um 40° N/S und am Mittenmeridian liegen, eignen sie sich besonders, Länder der mittleren Breiten in Bezug zur Gesamtoberfläche zu setzen. Wie alle Karten mit parallelen Breitenkreisen sind sie besonders für Zonenmodelle geeignet, etwa für klimatologische, biologische und ähnliche Themenkarten. Hier wäre die gleichabständige Eckert-III-Projektion die günstigere, die die Polregionen besser darstellt, sie ist aber recht selten.
Die flächentreue Eckert-IV-Projektion gehört zu den meistverwendeten von Eckerts Kartenentwürfen. Zwischen 1940 und 1960 war sie der am dritthäufigsten in Schulbüchern aus den Vereinigten Staaten genutzte Kartenentwurf (nach der Goode-Homolosine und der Sinusoidal-Projektion).

## Weiterentwicklungen
Da der Entwurf eine transzendente Gleichung konstituiert, deren Nullstellen nur iterativ gefunden werden können, schlug Karlheinz Wagner 1949 zwei Alternativformeln vor, die algebraisch auflösbar sind. Die erste Näherung versucht den Eckert-IV-Entwurf „möglichst authentisch zu adaptieren“, die andere erlaubt, zwei Parallelkreise nach Wahl längentreu abzubilden.

## Ähnliche Entwürfe

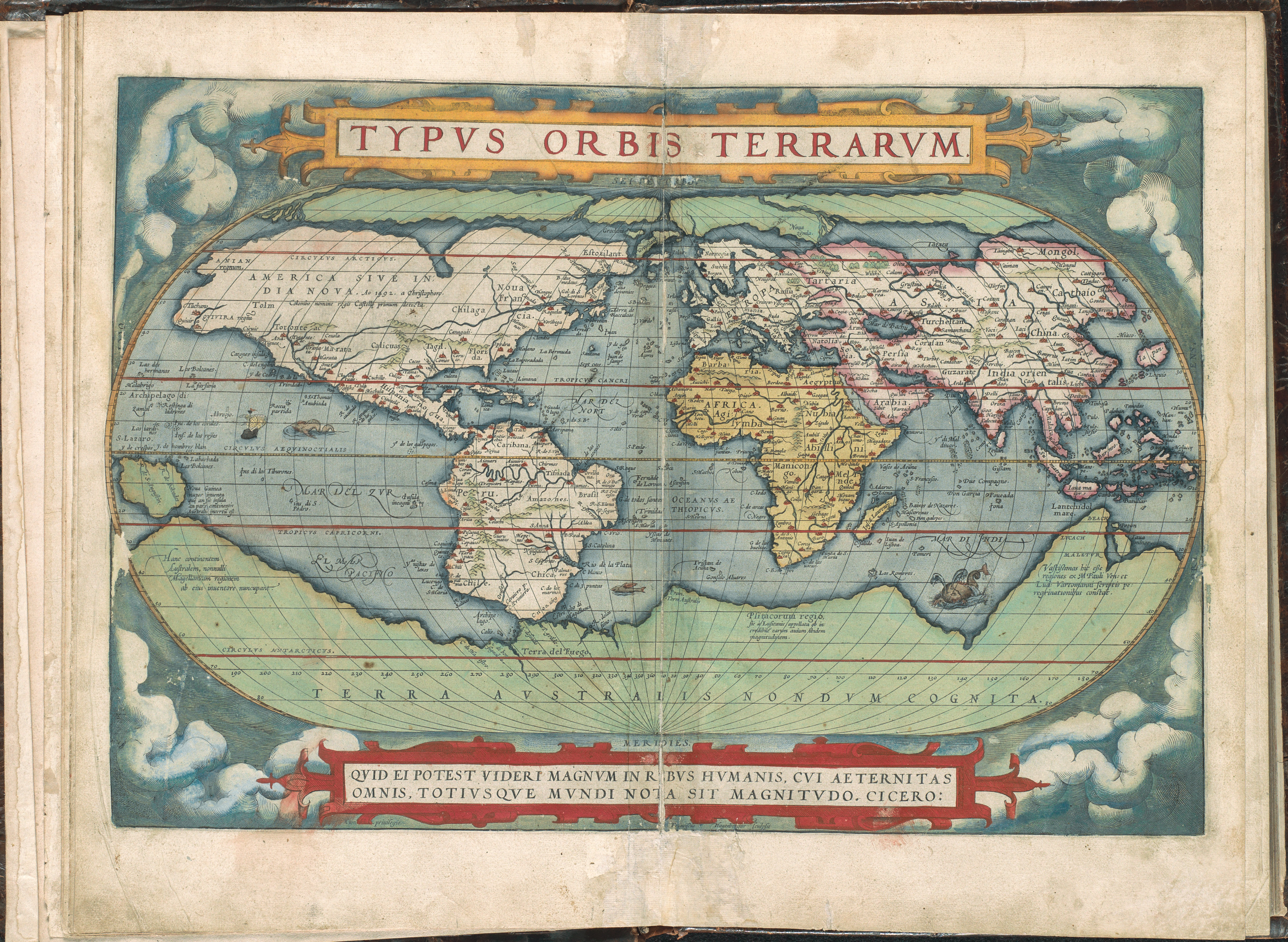
A. Ortelius: Typus orbis Terrarum. Aus: Theatrum Orbis Terrarum, 1571

Eine der Eckert-III ähnlich Karte wurde schon von Abraham Ortelius entwickelt und für die Typus orbis Terrarum (Nr. 1) seines Atlas Theatrum Orbis Terrarum, erstmals 1570 in Antwerpen gedruckt, verwendet.
Sie wird oft als Eckert genannt, da sie ebenfalls eine Pollinie von 1⁄2 hat, ist aber tatsächlich eine Variation einer Appian-Projektion, mit zu einem Polpunkt laufenden ellipsoiden Meridianen für die innere Hemisphäre und gleich großen Kreisen für die andere. Diese Abbildung wird Ortelius-Oval-Projektion genannt.
Der Eckert-VI ähnelt insbesondere die Wagner-IV-Projektion (Putnin-P2’).
Der Vorteil gegenüber den – insgesamt ellipsoiden – Mollweide- und Hammer-Aitov-Projektionen ist die detailliertere Abbildung der mittleren Breiten. Es gibt auch ähnelnde Entwürfe, die das arithmetische Mittel zwischen Mollweide und Plattkarte bilden.